# طريق العودة
طريق العودة مسلسل أنمي ياباني من إنتاج تاتسونكو برودكشن عرض لأول مره على تلفزيون فوجي في 1 أكتوبر 1977 واستمر حتى 25 مارس 1978 . تمت دبلجة المسلسل للغة العربية.

## روابط خارجية
- طريق العودة على موقع IMDb (الإنجليزية)
- طريق العودة على موقع قاعدة بيانات الفيلم (الإنجليزية)
- طريق العودة على موقع ANN anime (الإنجليزية)